# رادرفوردیم
رادرفوردیم (به انگلیسی: Rutherfordium) یک عنصر شیمیایی مصنوعی با نماد Rf و عدد اتمی ۱۰۴ است که به افتخار فیزیکدان نامی و برندهٔ جایزهٔ نوبل شیمی، ارنست رادرفورد نام‌گذاری شده‌است. این عنصر، مصنوعی است و در طبیعت یافت نمی‌شود و تنها می‌توان آن را در آزمایشگاه ساخت. رادرفوردیم پرتوزا است و پایدارترین ایزوتوپ شناخته‌شدهٔ آن، ۲۶۷Rf است که نیمه‌عمری نزدیک به ۱ ساعت و ۱۸ دقیقه دارد.
در جدول تناوبی عناصر، رادرفوردیم در چهارمین و آخرین دورهٔ بلوک d قرار دارد و در این بلوک، دومین عنصر است؛ همچنین این عنصر در گروه ۴ و دورهٔ ۷ جای می‌گیرد. آزمایش‌ها نشان داده که رادرفوردیم ویژگی‌های الکتروشیمیایی مشترکی با هافنیم که عنصری سبک‌تر در گروه ۴ است، دارد. تا کنون تنها بخشی از ویژگی‌های شیمیایی رادرفوردیم روشن شده‌است. این ویژگی‌ها با شیمی دیگر عناصر گروه ۴ قابل مقایسه‌اند هرچند که برخی محاسبات نشان می‌دهد که رادرفوردیم به دلیل اثرات نسبیتی می‌تواند ویژگی‌های بسیار متفاوتی از خود نشان دهد.
در دههٔ ۱۹۶۰، مقدار کمی رادرفوردیم در مؤسسه مشترک تحقیقات هسته‌ای اتحاد جماهیر شوروی و مقداری هم در آزمایشگاه ملی لارنس برکلی کالیفرنیا تولید شد. اولویت کشف و درنتیجه نام‌گذاری این عنصر، میان دانشمندان شوروی و آمریکایی مورد اختلاف قرار گرفت تا این که در سال ۱۹۹۷، اتحادیهٔ بین‌المللی شیمی محض و کاربردی (آیوپاک)، رادرفوردیم را به عنوان نام رسمی این عنصر تأیید کرد.

## تاریخچه

### کشف عنصری جدید
رادرفوردیم — که به افتخار ارنست رادرفورد به این نام نامیده شد — برای اولین بار در سال ۱۹۶۴ به‌صورت مصنوعی در مؤسسه تحقیقات هسته‌ای دوبنا شوروی سابق ساخته شد. محققان در این شیوه، اتم پلوتونیم را با یون‌های نئون بمباران کردند سپس آن را در معرض کلرید همچون زیرکونیم تترا کلرید قرار دادند در نهایت آنها با ماده‌ای با خواص اکا-هافنیم روبرو شدند. اگرچه آنها نیمه‌عمر را به‌دقت اندازه‌گیری نکردند، ولی ادعا کردند که در این شکافت هسته‌ای با استفاده از پرتو ایکس مشاهداتی انجام شده که اثری از یک واپاشی آلفای متعلق به ۲۵۷Rf در آن رصد شده‌است؛ و این اشاره به ظهور یک عنصر جدید دارد:
{\displaystyle \mathrm {^{242}_{94}{Pu}+_{10}^{22}Ne\rightarrow _{104}^{257}Rf^{*}} {\begin{matrix}\nearrow \mathrm {^{253}_{104}Rf+4_{0}^{1}n} \\\searrow \mathrm {^{252}_{104}Rf+5_{0}^{1}n} \end{matrix}}}
در سال ۱۹۶۹، پژوهشگران دانشگاه کالیفرنیا در برکلی این عنصر را با ترکیب کالیفرنیم و کربن و از طریق برخورد با یک منبع انرژی قوی تولید کردند. این گروه همچنین اعلام کردند که نتوانسته‌اند ترکیب قبلی را که توسط دانشمندان روسی به‌وجود آمده بود، مجدداً بسازند.
{\displaystyle \mathrm {^{249}_{98}{Cf}+_{6}^{12}C\rightarrow _{104}^{258}Rf^{*}+4_{0}^{1}n} }

#### راه‌های ساخت
دانشمندان مؤسسه مشترک تحقیقات هسته‌ای در نخستین مطالعهٔ خود، دو شکافت خود به خود را با نیمه‌عمر ۰٫۳ ثانیه و ۸ ثانیه مشاهده کردند. مادهٔ نخست ناشناخته ماند ولی مادهٔ دوم بعدها به‌عنوان ۲۵۹Rf شناسایی شد. آن‌ها در سال ۱۹۶۶ آزمایش را به‌وسیلهٔ ترکیبات آلی فرار تکرار کردند که موجب دستیابی به چنین نتایجی شد. آن‌ها یک کلرید فرّار را شناسایی کردند که مانند هافنیم رفتار می‌کرد و در اکثر مواقع به‌سرعت به روش شکافت خود به خود تجزیه می‌شد. این مدرکی قوی بر این موضوع است که رادرفوردیم تتراکلرید تولید شده بود؛ با اینکه مؤسسهٔ مشترک تحقیقات هسته‌ای اعلام کرد که محصول آزمایش ۲۵۹Rf بوده؛ و از آن جایی که نیمه‌عمرِ آن به‌دقت اندازه‌گیری نشده بود و با RfCl۴ مطابقت نداشت، این فرضیه رد شد. این آزمایش بارها تکرار شد تا این که در سال ۱۹۷۱ نیمه‌عمر آن ۴٫۵ ثانیه اندازه‌گیری شد.
 در سال ۱۹۶۹ یک گروه در دانشگاه کالیفرنیا که توسط آلبرت گیورسو هدایت می‌شد، تلاش کرد که نتایج مؤسسه مشترک تحقیقات هسته‌ای را تکرار کند و کوریم-۲۴۸ و اکسیژن-۱۶ را ترکیب کند اما نتوانست نتیجهٔ را تکرار و نیمه‌عمر آن را ثبت کند؛ البته آزمایش چندان هم بی‌نتیجه نبود زیرا در این آزمایش ایزوتوپ ۲۶۰Rf تولید و نیمه‌عمر آن ۱۰ تا ۳۰ میلی‌ثانیه اندازه‌گیری شد.
{\displaystyle \mathrm {^{248}_{96}Cm+_{8}^{16}O\rightarrow _{104}^{266}Rf^{*}\rightarrow _{104}^{261}Rf+5_{0}^{1}n} }
در سال ۱۹۷۷ دانشمندان روسی در مؤسسه مشترک تحقیقات هسته‌ای واقع در دوبنا، برکلیم-۲۴۹ نیتروژن-۱۴ را ترکیب کردند، ولی در سال ۱۹۸۵ تأیید نمودند که محصول واکنش ۲۶۰Rf بوده و واپاشی آن از نوع شکافت خود به خود و نیمه‌عمر آن ۲۸ میلی‌ثانیه است.
{\displaystyle \mathrm {^{249}_{97}{Bk}+_{7}^{14}N\rightarrow _{104}^{260}Rf^{*}+3_{0}^{1}n} }
در سال ۱۹۶۶ آزمایشی شبیه به این آزمایش، در آزمایشگاه ملی لارنس برکلی در کالیفرنیا انجام دادند و ایزوتوپ ۲۶۲ را مشاهده کردند. این گروه نیمه‌عمر آن را ۲٫۱ ثانیه اندازه‌گیری کرد که این رقم اختلاف چشم‌گیری با رقم واقعی که ۴۷ میلی‌ثانیه است، دارد.
{\displaystyle \mathrm {^{244}_{94}Pu+_{10}^{22}Ne\rightarrow _{104}^{266}Rf^{*}} \rightarrow {\begin{cases}\mathrm {^{261}_{104}Rf+5_{0}^{1}n} \\\mathrm {^{262}_{104}Rf+4_{0}^{1}n} \end{cases}}}
گروه مؤسسه مشترک تحقیقات هسته‌ای در سال ۲۰۰۰ اعلام کردند که از یک واکنش همجوشی هسته‌ای برای ساخت رادرفوردیم استفاده کردند. آن‌ها ۲۵۶No را مشاهده کردند که محصول واپاشی ۲۶۰Rf بوده‌است؛ و یک اتم ۲۵۹Rf را — که خود تجزیه شد — نیز رصد کردند. از این رو آزمایش را بارها تکرار کردند ولی نتایج متفاوتی به‌دست آمد. این امر باعث مداخلهٔ آزمایشگاه ملی لارنس برکلی برای تکرار آزمایش نیز شد تا محصول این آزمایش مشخص شود. در نهایت ۴ ایزوتوپ متفاوت ۲۶۱Rf, ۲۶۰Rf، ‏۲۵۹Rf, ۲۵۸Rf به‌دست آمد.
{\displaystyle \mathrm {^{238}_{92}U+_{12}^{26}Mg\rightarrow _{104}^{264}Rf^{*}} \rightarrow {\begin{cases}\mathrm {^{261}_{104}Rf+3_{0}^{1}n} \\\mathrm {^{260}_{104}Rf+4_{0}^{1}n} \\\mathrm {^{259}_{104}Rf+5_{0}^{1}n} \\\mathrm {^{258}_{104}Rf+6_{0}^{1}n} \end{cases}}}

##### همجوشی سرد
در سال ۱۹۷۴ یک اتم رادرفوردیم در یک همجوشی سرد در دوبنا تولید شد. این اولین باری بود که یک اتم رادرفوردیم از این راه به‌دست می‌آمد. در این آزمایش از یک اتم سرب-۲۰۸ و تیتانیم-۵۰ استفاده شد. دانشمندان روسی واپاشی خود به خود ۲۵۶Rf را مشاهده نمودند، ولی در مرکز تحقیقات یون سنگین هلمهولتز محصولات واپاشی ۲۵۵Rf و ۲۵۷Rf را شناسایی کردند.
{\displaystyle {\displaystyle \mathrm {^{208}_{82}Pb+_{22}^{50}Ti\rightarrow _{104}^{258}Rf^{*}} {\begin{matrix}\nearrow \mathrm {^{255}_{104}Rf+3_{0}^{1}n} \\\rightarrow \mathrm {^{256}_{104}Rf+2_{0}^{1}n} \\\searrow \mathrm {^{257}_{104}Rf+_{0}^{1}n} \end{matrix}}}}

##### تجزیه
بیشتر ایزوتوپ‌های رادرفوردیم با جرم اتمی زیر ۲۶۲ به‌عنوان محصولات فروپاشی عناصر سنگین‌تر نیز مشاهده شده‌اند و این موجب اصلاح خواص پیش‌بینی‌شده در مورد ایزوتوپ‌های رادرفوردیم شد؛ ولی ایزوتوپ‌های سنگین‌ترِ رادرفوردیم برخلاف ایزوتوپ‌های سبک‌تر تنها به‌عنوان محصولات فروپاشی مشاهده شده‌اند. برای مثال چند ذره آلفا در تولید ۲۶۷Rf در زنجیرهٔ فروپاشی دارمشتادیم-۲۷۹ در سال ۲۰۰۴ مشاهده شد:
{\displaystyle \mathrm {^{279}_{110}Ds\rightarrow _{108}^{275}Hs+\alpha \rightarrow _{106}^{271}Sg+\alpha \rightarrow _{104}^{267}Rf^{*}+\alpha } }
رادرفوردیم-۲۶۷ تولیدشده در آزمایش، تحت شکافت خود به خود با نیمه‌عمر حدود ۱٫۳ ساعت تجزیه شد.
تحقیقات در سنتز دوبنیم-۲۶۳ در سال ۱۹۹۹ در دانشگاه برن نشان داد که ۲۶۸Db با گیراندازی الکترون به ۲۶۸Rf تجزیه می‌شود. محققان دانشگاه برن رادرفوردیم را تقسیم کردند و چند شکافت خود به خود با نیمه‌عمرهایی طولانی — که حدود ۱۵ دقیقه بودند — رصد شد؛ ولی در یک بخش، واپاشیِ آلفایی با نیمه‌عمری حدود ۱۰ دقیقه مشاهده شد. گزارش‌های فروپاشی زنجیره‌ای فلروویم-۲۸۵ در سال ۲۰۱۰ نشان داد پنج واپاشی آلفای متوالی صورت گرفت و محققان دانشگاه برن در نهایت به این نتیجه رسیدند که ۲۶۸Rf به‌دلیل ناپایداری، با واکنش شکافت خود به خود پس از ۱۸۲ ثانیه تجزیه شد.
برخی از شواهد تجربیِ به‌دست‌آمده در سال ۲۰۰۴ نشان می‌داد که برای تولید رادرفوردیم در یک زنجیرهٔ واپاشی استفاده از ایزوتوپ‌های عناصر سنگین‌تر نیز ممکن است، مانند مسکوویم-۲۸۸ که ایزوتوپ ۲۶۸Rf در زنجیرهٔ فروپاشی آن مشاهده شد:
{\displaystyle \mathrm {^{288}_{115}Mc\rightarrow _{113}^{284}Nh+\alpha \rightarrow _{111}^{280}Rg+\alpha \rightarrow _{109}^{276}Mt+\alpha } \rightarrow \mathrm {^{272}_{107}Bh} +\alpha \rightarrow \mathrm {^{268}_{105}Db} +\alpha \rightarrow \mathrm {^{268}_{104}Rf} ^{*}+\nu _{e}}
اما آخرین گام در این زنجیره نامشخص است. پس از این پنج فروپاشی آلفا که دوبنیم-۲۶۸ را تولید کرد، شکافت‌هایی مشاهده شد که نیمه‌عمرهایی طولانی داشتند. مشخص نیست که آیا این شکافت‌ها به‌علت شکافت خود به خود ۲۶۸Db صورت می‌گیرند یا اینکه ۲۶۸Db با گیراندازی الکترون رادرفوردیم-۲۶۸ با نیمه‌عمری بالا تولید می‌کند. از آن جایی که گیراندازی الکترون ۲۶۸Db تشخیص داده نمی‌شود؛ می‌توان علت این شکافت‌های خود به خود را به این شکل توضیح داد: نیمه‌عمر ۲۶۸Rf که به‌دلیل نیمه‌عمر بسیار کم آن نمی‌تواند بررسی و استخراج شود. یک مکانیسم مشابه برای شکل‌گیری ۲۷۰Rf و ایزوتوپ‌های سنگین‌تر از آن به‌عنوان محصول واپاشی عناصری مانند ۲۷۰Db (که در زنجیرهٔ فروپاشی ۲۹۴Ts که برای اولین بار در سال ۲۰۱۰ سنتز شده بود) وجود دارد؛ ولی نیمه‌عمر آنها بسیار کوتاه بوده و خود پس از مدتی، طیِ فرایند شکافت خود به خود تجزیه می‌شود:

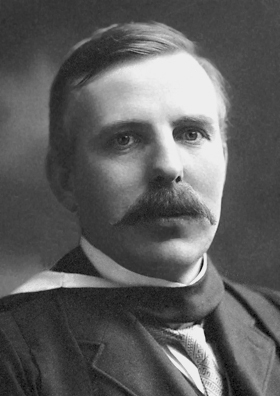
ارنست رادرفورد که در نهایت عنصر به افتخار او رادرفوردیم نام گرفت.

{\displaystyle \mathrm {^{294}_{117}Ts+_{115}^{290}Mc+\alpha \rightarrow _{113}^{286}Nh+\alpha \rightarrow _{111}^{282}Rg+\alpha \rightarrow _{109}^{278}Mt+\alpha } \rightarrow \mathrm {^{274}_{107}Bh} +\alpha \rightarrow \mathrm {^{270}_{105}Db} +\alpha \rightarrow \mathrm {^{270}_{104}Rf} ^{*}+\nu _{e}}
به‌گفتهٔ گزارشی که در سال ۲۰۰۷ در مورد سنتز نیهونیم منتشر شد، در آزمایش ایزوتوپ نیهونیم-۲۸۲ مشاهده شد این ایزوتوپ تحت یک فروپاشی مشابه به شکل فروپاشی ۲۶۶Db — که تحت شکافت خود به خودی با نیمه‌عمر ۲۲ دقیقه تجزیه شد — به رونتگنیم تجزیه شد. با توجه به اینکه گیراندازی الکترون ۲۶۶Db تشخیص داده نمی‌شود این شکافت‌های خود به خود ممکن است به دلیل ۲۶۶Rf باشد که به خاطر نیمه‌عمر این ایزوتوپ نمی‌تواند استخراج شود.

### اختلاف نظرها در نام‌گذاری
در دههٔ ۱۹۶۰، مقدار کمی از رادرفوردیم در مؤسسه مشترک تحقیقات هسته‌ای در اتحاد جماهیر شوروی سابق و آزمایشگاه ملی لارنس برکلی در کالیفرنیا تولید شد. اولویت کشف و به همین ترتیب نام‌گذاری این عنصر بین دانشمندان شوروی و آمریکا مورد اختلاف قرار گرفت. اتحاد جماهیر شوروی سابق نام کورچاتوفیم را به افتخار فیزیکدان هسته‌ای ایگور کورچاتوف پیشنهاد داد،‏ ولی با مخالفت دانشمندان آمریکایی مواجه شدند زیرا آنان نام رادرفوردیم را انتخاب کرده بودند. سپس دانشمندان روسی نام دوبنیم را پیشنهاد کردند ولی همچنان با مخالفت دانشمندان آمریکایی مواجه شدند. در نهایت در سال ۱۹۹۷،‏ اتحادیهٔ بین‌المللی شیمی محض و کاربردی (آیوپاک) نام رسمی این عنصر را انتخاب کرد. نام این عنصر از نام ارنست رادرفورد برندهٔ جایزهٔ نوبل سال ۱۹۰۸ گرفته شد؛ در نهایت عنصر بعدی به خود نام دوبنیم «۱۰۵Db» گرفت و تاکنون عنصری به نام کورچاتوفیم نامگذاری نشده‌است.
رادرفوردیم تنها عنصری نبود که نام‌گذاری آن با اختلاف نظرهایی مواجه شد؛ به غیر از آن شش عنصر دیگر دچار چنین اختلافاتی شدند. این عناصر عبارتند از لارنسیم،‏ رادرفوردیم،‏ دوبنیم،‏ سیبورگیم،‏ بوهریم،‏ هاسیم و در نهایت مایتنریم؛ این اختلاف نظرها از عنصر مندلیفیم (عنصر بعد از فرمیم ۱۰۰Fm) آغاز شد؛ ولی دانشمندان روسی به‌سرعت از موضع خود کناره‌گیری و نام‌گذاری آن را به دانشمندان آمریکایی محول کردند. چنین اتفاقی در مورد نوبلیم نیز رخ داد؛ ولی دانشمندان روسی در مورد لارنسیم پافشاری بیشتری کردند. سپس همین روال را در مورد عناصر بعدی یعنی عناصر رادرفوردیم تا مایتنریم هم پیش گرفتند. این اختلافات در سال ۲۰۰۴ به جنگ‌های پسافرمیمی معروف شد.

## ایزوتوپ‌ها
رادرفوردیم هیچ ایزوتوپ پایداری ندارد و ایزوتوپ‌هایش از ۲۵۳Rf تا ۲۷۰Rf متغیر است و در کل ۱۶ ایزوتوپ پرتوزا دارد و ۴ ایزومر هسته‌ای آن شامل ۲۶۲mRf, ۲۶۱mRf،‏ ۲۵۷mRf، ‏۲۵۳mRf است. حداکثر نیمه‌عمر ۲۶۳Rf حدود ۱۱ دقیقه است و ایزومر ۲۶۱mRf با نیمه‌عمری برابر ۸۱ ثانیه ناپایدارتر است.

### ایزومر و ایزوتوپ‌های رادرفوردیم

#### راهنمای نشانه‌ها
| رنگ | پایداری نسبت به دیگر ایزوتوپ‌ها                         |
| --- | ------------------------------------------------------ |
|     | ایزوتوپ نسبتاً پایدار (نیمه عمر بیش از ۱ دقیقه)         |
|     | ایزوتوپ نسبتاً ناپایدار (نیمه عمر بیش از ۱ ثانیه)       |
|     | ایزوتوپ ناپایدار (نیمه عمر بیش از ۱ میلی ثانیه)        |
|     | ایزوتوپ به شدت ناپایدار (نیمه عمر بیش از ۱ نانو ثانیه) |

| ایزوتوپ | تعداد پروتون‌ها        | تعداد نوترون‌ها        | جرم اتم         | نیمه‌عمر                       | نوع واپاشی | محصول واپاشی | اسپین هسته‌ای و پاریته | سال کشف | واکنش شیمیایی         | منبع                 |
| ایزوتوپ | انرژی حالت برانگیختگی | انرژی حالت برانگیختگی | جرم اتم         | نیمه‌عمر                       | نوع واپاشی | محصول واپاشی | اسپین هسته‌ای و پاریته | سال کشف | واکنش شیمیایی         | منبع                 |
| ------- | --------------------- | --------------------- | --------------- | ----------------------------- | ---------- | ------------ | --------------------- | ------- | --------------------- | -------------------- |
| ۲۵۳Rf   | ۱۰۴                   | ۱۴۹                   | ۲۵۳٫۱۰۰۴۴(۴۴)؟  | ۱۳(۵) میلی ثانیه              | (SF (۵۱٪   | (نامشخص)     | (۷٫۲)(+؟)             | ۱۹۹۴    | (۲۰۶Pb(۵۰Ti، ۲n       | [ ۴۴ ]               |
| ۲۵۳Rf   | ۱۰۴                   | ۱۴۹                   | ۲۵۳٫۱۰۰۴۴(۴۴)؟  | ۱۳(۵) میلی ثانیه              | (α (۴۹٪    | ۲۴۹No        | (۷٫۲)(+؟)             | ۱۹۹۴    | (۲۰۶Pb(۵۰Ti، ۲n       | [ ۴۴ ]               |
| ۲۵۳mRf  | ۲۰۰(۱۵۰)؟ keV         | ۲۰۰(۱۵۰)؟ keV         | ۲۵۳٫۱۰۰۴۴(۴۴)؟  | ۵۲(۱۴)(۴۸(+۱۷−۱۰)) نانو ثانیه | SF         | (نامشخص)     | (۱٫۲)(−؟)             | ۱۹۹۴    | (۲۰۷Pb(۵۰Ti،‏ ۲n       | [ ۴۵ ]               |
| ۲۵۴Rf   | ۱۰۴                   | ۱۵۰                   | ۲۵۴٫۱۰۰۰۵(۳۰)؟  | ۲۳(۳) نانو ثانیه              | (SF (۹۹٫۷٪ | (نامشخص)     | ۰+                    | ۱۹۹۴    | (۲۰۸Pb(۵۰Ti،‏ ۲n       | [ ۴۶ ]               |
| ۲۵۴Rf   | ۱۰۴                   | ۱۵۰                   | ۲۵۴٫۱۰۰۰۵(۳۰)؟  | ۲۳(۳) نانو ثانیه              | (۰٫۳٪) α   | ۲۵۰No        | ۰+                    | ۱۹۹۴    | (۲۰۸Pb(۵۰Ti،‏ ۲n       | [ ۴۶ ]               |
| ۲۵۵Rf   | ۱۰۴                   | ۱۵۱                   | ۲۵۵٫۱۰۱۲۷(۱۲)؟  | ۱٫۶۴(۱۱) ثانیه                | (SF (۵۲٪   | (نامشخص)     | (۹٫۲−)؟               | ۱۹۷۴    | (۲۴۹Cf(۱۲C، ۴n        | [ ۴۷ ]               |
| ۲۵۵Rf   | ۱۰۴                   | ۱۵۱                   | ۲۵۵٫۱۰۱۲۷(۱۲)؟  | ۱٫۶۴(۱۱) ثانیه                | (α (۴۸٪    | ۲۵۱No        | (۹٫۲−)؟               | ۱۹۷۴    | (۲۴۹Cf(۱۲C، ۴n        | [ ۴۷ ]               |
| ۲۵۶Rf   | ۱۰۴                   | ۱۵۲                   | ۲۵۶٫۱۰۱۱۵۲(۱۹)  | ۶٫۴۵(۱۴) میلی ثانیه           | (SF (۹۶٪   | (نامشخص)     | ۰+                    | ۱۹۷۴    | (۲۴۹Cf(۱۲C،‏ ۴n        | [ ۴۸ ]               |
| ۲۵۶Rf   | ۱۰۴                   | ۱۵۲                   | ۲۵۶٫۱۰۱۱۵۲(۱۹)  | ۶٫۴۵(۱۴) میلی ثانیه           | (α (۶٪     | ۲۵۲No        | ۰+                    | ۱۹۷۴    | (۲۴۹Cf(۱۲C،‏ ۴n        | [ ۴۸ ]               |
| ۲۵۷Rf   | ۱۰۴                   | ۱۵۳                   | ۲۵۷٫۱۰۲۹۱۸(۱۲)؟ | ۴٫۷(۳) ثانیه                  | (α (۷۹٪    | ۲۵۳No        | (۱٫۲+)                | ۱۹۶۹    | (۲۴۹Cf(۱۳C،‏ ۴n        | [ ۴۹ ]               |
| ۲۵۷Rf   | ۱۰۴                   | ۱۵۳                   | ۲۵۷٫۱۰۲۹۱۸(۱۲)؟ | ۴٫۷(۳) ثانیه                  | (β+ (۱۸٪   | ۲۵۷Lr        | (۱٫۲+)                | ۱۹۶۹    | (۲۴۹Cf(۱۳C،‏ ۴n        | [ ۴۹ ]               |
| ۲۵۷Rf   | ۱۰۴                   | ۱۵۳                   | ۲۵۷٫۱۰۲۹۱۸(۱۲)؟ | ۴٫۷(۳) ثانیه                  | (SF (۲٫۴٪  | (نامشخص)     | (۱٫۲+)                | ۱۹۶۹    | (۲۴۹Cf(۱۳C، ۴n        | [ ۴۹ ]               |
| ۲۵۷mRf  | ۱۱۴(۱۷) keV           | ۱۱۴(۱۷) keV           | ۲۵۷٫۱۰۲۹۱۸(۱۲)؟ | ۳٫۹(۴) ثانیه                  | (SF (۲٫۴٪  | (نامشخص)     | (۱۱٫۲−)               | ۱۹۶۹    | (۲۴۹Cf(۱۳C،‏ ۴n        | [ ۵۰ ]               |
| ۲۵۸Rf   | ۱۰۴                   | ۱۵۴                   | ۲۵۸٫۱۰۳۴۳(۳)    | ۱۲(۲) میلی ثانیه              | (SF (۸۷٪   | (نامشخص)     | ۰+                    | ۱۹۶۹    | (۲۴۹Cf(۱۳C،‏ ۳n        | [ ۵۱ ]               |
| ۲۵۸Rf   | ۱۰۴                   | ۱۵۴                   | ۲۵۸٫۱۰۳۴۳(۳)    | ۱۲(۲) میلی ثانیه              | (α (۱۳٪    | ۲۵۴No        | ۰+                    | ۱۹۶۹    | (۲۴۹Cf(۱۳C،‏ ۳n        | [ ۵۱ ]               |
| ۲۵۹Rf   | ۱۰۴                   | ۱۵۵                   | ۲۵۹٫۱۰۵۶۰(۸)؟   | ۲٫۸(۴) ثانیه                  | (α (۹۳٪    | ۲۵۵No        | ۷٫۲+؟                 | ۱۹۶۹    | (۲۴۸Cm(۱۶O،‏ ۴n        | [ ۵۲ ]               |
| ۲۵۹Rf   | ۱۰۴                   | ۱۵۵                   | ۲۵۹٫۱۰۵۶۰(۸)؟   | ۲٫۸(۴) ثانیه                  | (SF (۷٪    | (نامشخص)     | ۷٫۲+؟                 | ۱۹۶۹    | (۲۴۸Cm(۱۶O،‏ ۴n        | [ ۵۲ ]               |
| ۲۵۹Rf   | ۱۰۴                   | ۱۵۵                   | ۲۵۹٫۱۰۵۶۰(۸)؟   | ۲٫۸(۴) ثانیه                  | (β+ (۰٫۳٪  | ۲۵۹Lr        | ۷٫۲+؟                 | ۱۹۶۹    | (۲۴۸Cm(۱۶O،‏ ۴n        | [ ۵۲ ]               |
| ۲۶۰Rf   | ۱۰۴                   | ۱۵۶                   | ۲۶۰٫۱۰۶۴۴(۲۲)؟  | ۲۱(۱) میلی ثانیه              | (SF (۹۸٪   | (نامشخص)     | ۰+                    | ۱۹۶۹    | (۲۴۴Pu(۲۲Ne،‏ ۵n       | [ ۵۳ ]               |
| ۲۶۰Rf   | ۱۰۴                   | ۱۵۶                   | ۲۶۰٫۱۰۶۴۴(۲۲)؟  | ۲۱(۱) میلی ثانیه              | (α (۲٪     | ۲۵۶No        | ۰+                    | ۱۹۶۹    | (۲۴۴Pu(۲۲Ne،‏ ۵n       | [ ۵۳ ]               |
| ۲۶۱Rf   | ۱۰۴                   | ۱۵۷                   | ۲۶۱٫۱۰۸۷۷(۵)    | ۶۸ ثانیه                      | (α (۷۶٪    | ۲۵۷No        | ۹٫۲+؟                 | ۱۹۷۰    | (۲۴۴Pu(۲۲Ne،‏ ۴n       | [ ۵۴ ] [ ۵۵ ] [ ۵۶ ] |
| ۲۶۱Rf   | ۱۰۴                   | ۱۵۷                   | ۲۶۱٫۱۰۸۷۷(۵)    | ۶۸ ثانیه                      | (β+ (۱۴٪   | ۲۶۱Lr        | ۹٫۲+؟                 | ۱۹۷۰    | (۲۴۴Pu(۲۲Ne،‏ ۴n       | [ ۵۴ ] [ ۵۵ ] [ ۵۶ ] |
| ۲۶۱Rf   | ۱۰۴                   | ۱۵۷                   | ۲۶۱٫۱۰۸۷۷(۵)    | ۶۸ ثانیه                      | (SF (۱۰٪   | (نامشخص)     | ۹٫۲+؟                 | ۱۹۷۰    | (۲۴۴Pu(۲۲Ne، ۴n       | [ ۵۴ ] [ ۵۵ ] [ ۵۶ ] |
| ۲۶۱mRf  | ۷۰(۱۰۰)؟ keV          | ۷۰(۱۰۰)؟ keV          | ۲۶۱٫۱۰۸۷۷(۵)    | ۱٫۹(۴) ثانیه                  | (SF (۷۳٪   | (نامشخص)     | ٫۲+؟                  | ۲۰۰۱    | —                     | [ ۵۷ ]               |
| ۲۶۱mRf  | ۷۰(۱۰۰)؟ keV          | ۷۰(۱۰۰)؟ keV          | ۲۶۱٫۱۰۸۷۷(۵)    | ۱٫۹(۴) ثانیه                  | (α (۲۷٪    | ۲۵۷No        | ٫۲+؟                  | ۲۰۰۱    | —                     | [ ۵۷ ]               |
| ۲۶۲Rf   | ۱۰۴                   | ۱۵۸                   | ۲۶۲٫۱۰۹۹۳(۲۴)؟  | ۲٫۳(۴) ثانیه                  | (SF (۹۹٫۲٪ | (نامشخص)     | ۰+                    | ۱۹۹۶    | (۲۶۳Db(e−، {{درشت\|νe | [ ۵۸ ]               |
| ۲۶۲Rf   | ۱۰۴                   | ۱۵۸                   | ۲۶۲٫۱۰۹۹۳(۲۴)؟  | ۲٫۳(۴) ثانیه                  | (α (۰٫۸٪   | ۲۵۸No        | ۰+                    | ۱۹۹۶    | (۲۶۳Db(e−، νe         | [ ۵۸ ]               |
| ۲۶۲mRf  | ۶۰۰(۴۰۰)؟ keV         | ۶۰۰(۴۰۰)؟ keV         | ۲۶۲٫۱۰۹۹۳(۲۴)؟  | ۴۷(۵) میلی ثانیه              | SF         | (نامشخص)     | بسیار زیاد            | —       | —                     | [ ۵۹ ]               |
| ۲۶۳Rf   | ۱۰۴                   | ۱۵۹                   | ۲۶۳٫۱۱۲۵(۲)؟    | ۱۱(۳) دقیقه                   | (SF (۷۰٪   | (نامشخص)     | ۳٫۲+؟                 | ۱۹۹۹    | (۲۶۳Db(e−، νe         | [ ۶۰ ] [ ۶۱ ]        |
| ۲۶۳Rf   | ۱۰۴                   | ۱۵۹                   | ۲۶۳٫۱۱۲۵(۲)؟    | ۱۱(۳) دقیقه                   | (α (۳۰٪    | ۲۵۹No        | ۳٫۲+؟                 | ۱۹۹۹    | (۲۶۳Db(e−، νe         | [ ۶۰ ] [ ۶۱ ]        |
| ۲۶۵Rf   | ۱۰۴                   | ۱۶۱                   | ۲۶۵٫۱۱۶۶۸(۳۹)؟  | ۱٫۰ دقیقه                     | SF         | (نامشخص)     |                       | ۲۰۱۰    | (۲۶۹Sg(—، α           | [ ۶۲ ]               |
| ۲۶۶Rf   | ۱۰۴                   | ۱۶۲                   | ۲۶۶٫۱۱۸۱۷(۵۰)؟  | ۲۳ ثانیه؟                     | SF         | (نامشخص)     | ۰+                    | ۲۰۰۷    | (۲۶۶Db(e−، νe)؟       | [ ۶۳ ]               |
| ۲۶۷Rf   | ۱۰۴                   | ۱۶۳                   | ۲۶۷٫۱۲۱۷۹(۶۲)؟  | ۱٫۳ ساعت                      | SF         | (نامشخص)     | ۱۳٫۲−؟                | ۲۰۰۴    | (۲۷۱Sg(—، α)          | [ ۶۴ ]               |
| ۲۶۸Rf   | ۱۰۴                   | ۱۶۴                   | ۲۶۸٫۱۲۳۹۷(۷۷)؟  | ۱٫۴ ثانیه؟                    | SF         | (نامشخص)     | ۰+                    | ۲۰۰۴    | (۲۶۸Db(e−، νe)؟       | [ ۶۵ ]               |
| ۲۷۰Rf   | ۱۰۴                   | ۱۶۶                   | ۲۶۸٫۱۲۳۹۷(۷۷)؟  | ۱٫۴ ثانیه؟                    | SF         | (نامشخص)     | ۰+                    | ۲۰۱۰    | (۲۶۸Db(e−، ν}}e)؟     | [ ۶۶ ]               |

### طول عمر ایزوتوپ‌ها

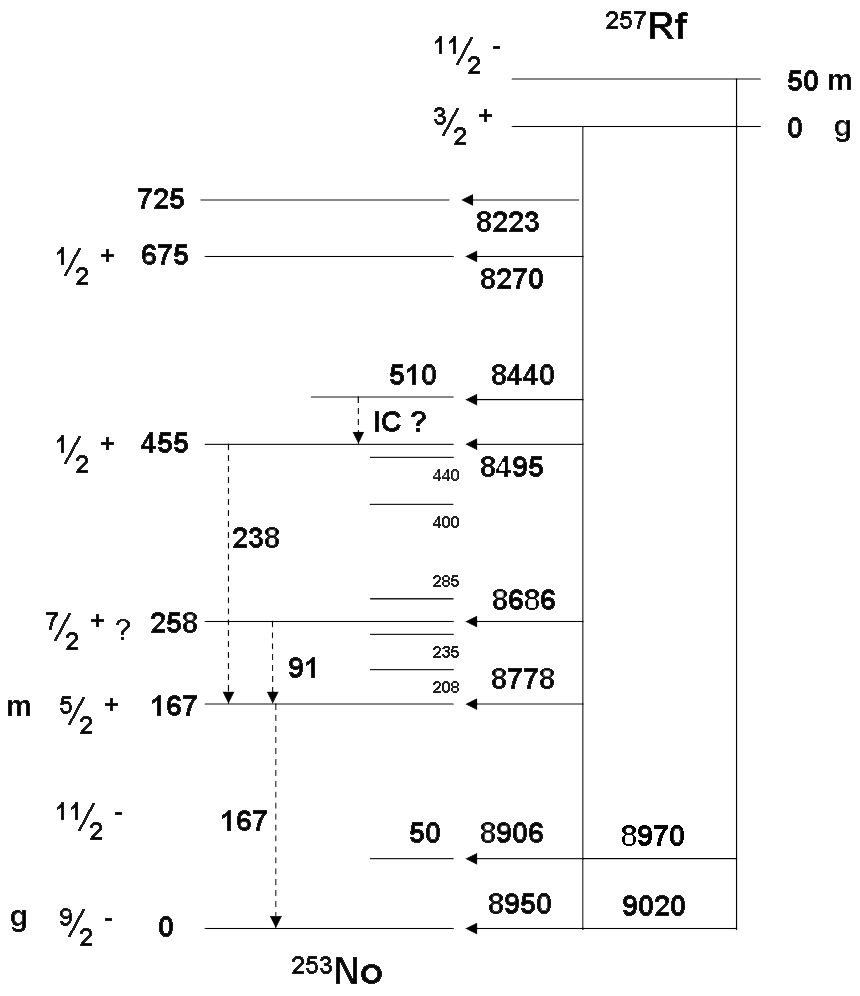
روند تجزیه رادرفوردیم-۲۵۷

در بین تمامی ایزوتوپ‌ها،‏ ایزوتوپ‌های سبک‌تر نیمه‌عمر‌های نسبتاً کوتاه‌تری دارند، برای مثال ۲۵۳Rf و ۲۵۴Rf نیمه‌عمری کمتر از ۵۰ میکروثانیه دارند. ۲۵۶Rf،‏ ۲۵۸Rf, ۲۶۰Rf پایدارتر و نیمه‌عمری حدود ۱۰٬۰۰۰ میکروثانیه یا ۱۰ میلی ثانیه دارند. ۲۵۵Rf،‏ ۲۵۷Rf، ‏۲۵۹Rf, ۲۶۲Rf به‌نسبت عمرهای بیشتر و نیمه‌عمر آنها از یک تا پنج ثانیه متغیر دارند. ۲۶۱Rf،‏ ۲۶۵Rf ,۲۶۳Rf در بهترین شرایط،‏ از دو تا سه دقیقه عمر دارند و این رقم گاهی به ۱۰ دقیقه هم می‌رسد. طولانی‌ترین نیمه‌عمر بین ایزوتوپ‌های رادرفوردیم متعلق است به یکی از سنگین‌ترین این ایزوتوپ‌ها؛ این ایزوتوپ ۲۶۷Rf است که نیمه‌عمری حدود ۱٫۳ ساعت دارد. نیمه‌عمر ۲۶۹Rf و ۲۷۱Rf ناشناخته است و از آن‌ها اطلاعاتی در دست نیست.
تنها ایزوتوپی از رادرفوردیم که از طریق همجوشی هسته‌ای تشکیل شده،‏ ۲۶۲Rf است. ایزوتوپ‌های سنگین‌تری هم وجود دارند ولی به‌سرعت تجزیه می‌شوند. به‌جز ۲۶۲Rf تنها موردی که تأیید شده ۲۶۷Rf است، ولی در مورد آن ابهاماتی وجود دارد. دو ایزوتوپ ۲۶۶Rf و ۲۶۸Rf به‌عنوان محصول واپاشی دوبنیم (دو ایزوتوپ ۲۶۶Db و ۲۶۸Db) در حال گیراندازی الکترون دیده شده‌اند که نیمه‌عمر آن‌ها نسبت به شکافت خود به خود را اندکی بیشتر می‌سازد. به‌نظر می‌رسد که ۲۷۰Rf محصول واپاشی دوبنیم ۲۷۰Db است. هرچند که ۲۶۴Rf دیده نشده ولی نیمه‌عمر آن حدود ۵ ثانیه پیش‌بینی شده‌است.
در سال ۱۹۹۹ دانشمندان آمریکایی در آزمایشگاه ملی لارنس برکلی در کالیفرنیا اعلام کردند که موفق به دستیابی به ۳ اتم ۲۹۳Og شده‌اند ولی بعدها در سال ۲۰۰۱ مشخص شد که این ۳ اتم ۲۶۵Rf بوده، زیرا نیمه‌عمر آن‌ها با ۲۹۳Og مطابقت نداشته‌است.

## کاربردهای احتمالی
رادرفوردیم به علت ناپایداری و کمیاب بودن، کاربرد تجاری ندارد؛ هرچند که نسبت به دیگر عناصر سنگین بسیار پایدارتر است. در واقع در بین عناصر پسافرمیمی، تنها عنصری که از رادرفوردیم پایدارتر است دوبنیم می‌باشد. از رادرفوردیم می‌توان به‌دلیل پایداری ۲۶۷Rf در نیروگاه‌های هسته‌ای و سیکلوترون‌ها به‌عنوان هدف برای بمباران نوترونی برای کشف عناصر جدید استفاده کرد؛ یا برخی ایزوتوپ‌های آن با نیمه‌عمرهای نسبتاً کمتر همچون ‏۲۶۳Rf در پزشکی هسته‌ای مورد استفاده قرار بگیرد.

## تأثیر بر سلامتی

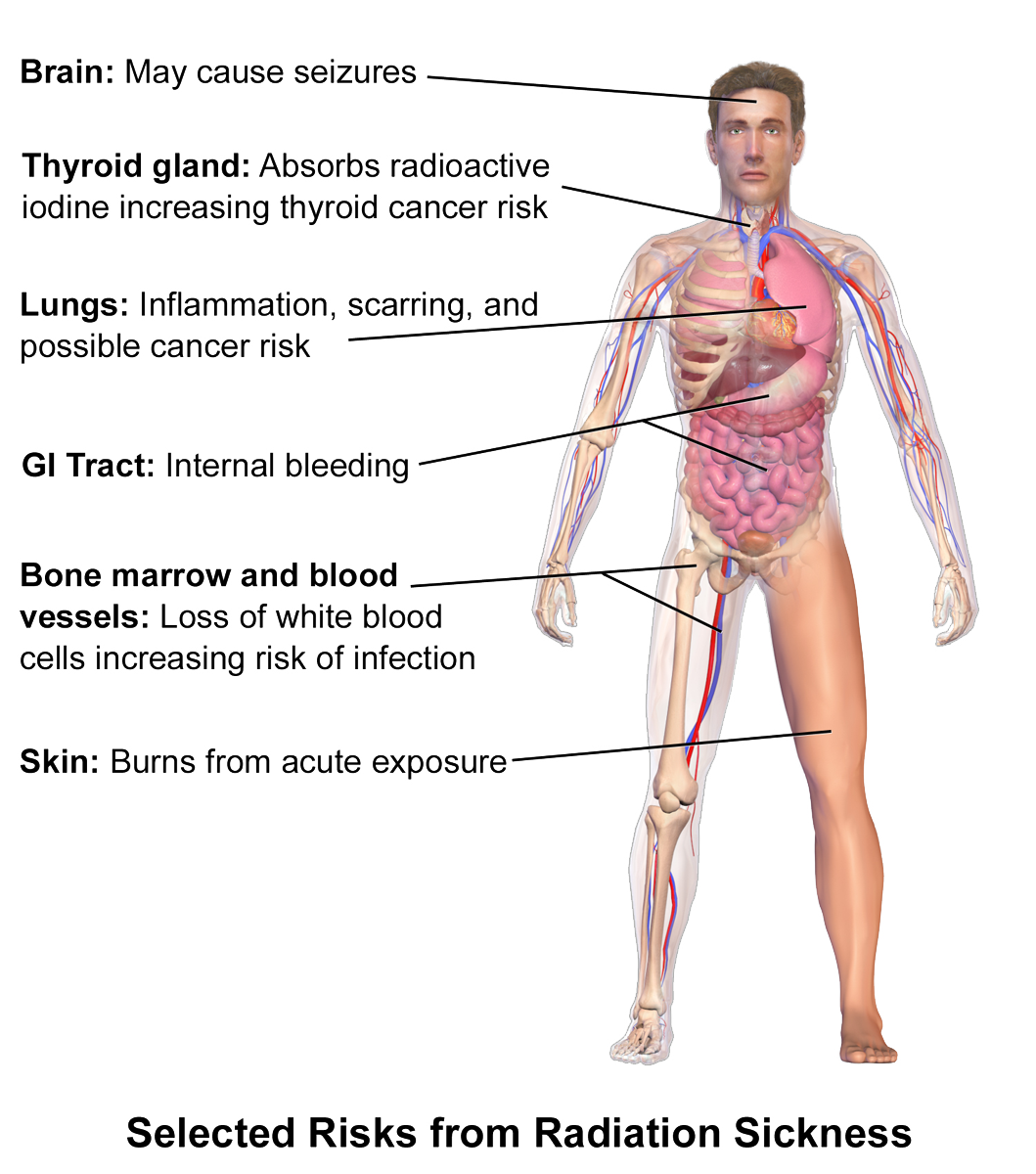
علایم مسمومیت پرتوی

رادرفوردیم پرتوزا است و قرار گرفتن در معرض پرتوهای آن سبب افزایش احتمال گسترش برخی بیماری‌های عمده مانند سرطان‌ها، تومورها و آسیب‌های ژنتیکی می‌شود؛ با اینکه نیمه‌عمر رادرفوردیم بسیار کوتاه است و به عنصری دیگر تبدیل می‌شود ولی محصولات واپاشی آن که عمدتاً نوبلیم و لارنسیم است نیز پرتوزایند.
مسمومیت با رادرفوردیم می‌تواند به موارد زیر منجر شود:
- تشنج
- سرطان ریه
- سرطان تیروئید
- خونریزی داخلی دستگاه گوارش
- کاهش تعداد گلبول‌های سفید خون و در نتیجه افزایش احتمال عفونت[۷۷]

## خواص پیش‌بینی‌شده

### خواص شیمیایی

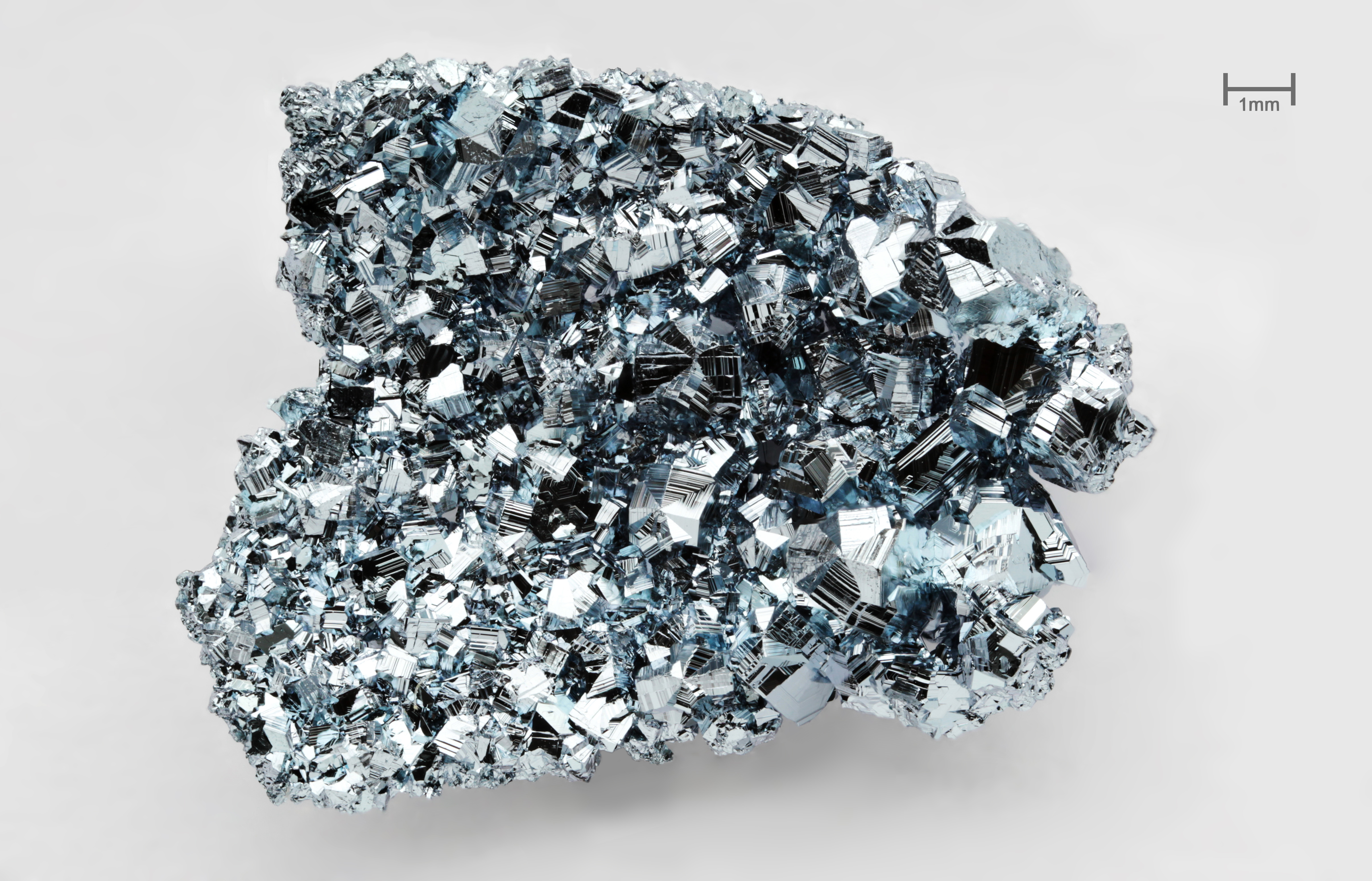
اسمیم

رادرفوردیم اولین فلز واسطه دورهٔ هفتم و دومین عضو سری ۶d در بین فلزات واسطه است. محاسبات انرژی یونشی، شعاع اتمی،‏ اوربیتال اتمی و حالت پایه آن شبیه هافنیم است و شباهت چندانی به سرب ندارد. (علت مقایسهٔ خواص رادرفوردیم با این دو فلز آن است که رادرفوردیم در زیر هافنیم و دیگر عناصر گروه ۴ یعنی تیتانیم (Ti) و زیرکونیم (Zr) جای دارد؛ و سرب هم که در سمت راست رادرفوردیم در جدول تناوبی قرار دارد فلزی پایه با خواص شیمیایی ثابت و عادی است) پیش‌بینی‌های ابتدایی در مورد خواص شیمیایی رادرفوردیم، محاسباتی بودند که نشان می‌دادند انرژی مدار ۷p کمتر از انرژی مدار ۶d آن خواهد بود. طبق این محاسبات لایهٔ الکترونی آخر رادرفوردیم به شکل ۶d۱، ۷s۲، ۷p۱ یا حتی ۷s۲، ۷p۲ باشد؛ و این بدان معنا بود که رادرفوردیم بیشتر مانند سرب رفتار می‌کند تا هافنیم. بعدها با محاسباتی دقیق‌تر ثابت شد که این ادعا مردود است و رادرفوردیم مانند سایر اعضای گروه ۴ رفتار می‌کند. ازاین‌رو می‌توان گفت که خصوصیات رادرفوردیم با عناصر گروه ۴ جدول تناوبی یعنی تیتانیم، زیرکونیم و هافنیم مطابقت دارد. در عین حال برخی از خواص رادرفوردیم تنها در حالت گازی و محلول‌های آبی آن مشخص می‌شود مانند عدد اکسایش آن که برابر با ۴+ بوده و پتانسیل اکسید و احیا آن، که پیش‌بینی می‌شود که بیش از ۱٫۷ ولت باشد.

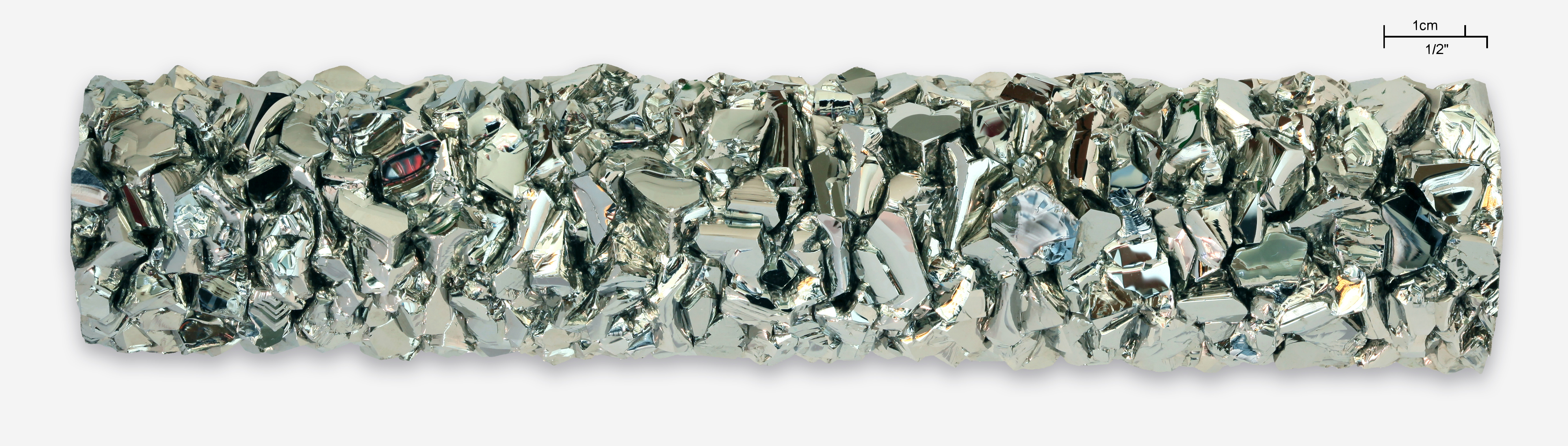
هافنیم

 امروز پیش‌بینی می‌شود که آرایش الکترونی رادرفوردیم به این شکل باشد:
۱s۲ ۲s۲ ۲p۶ ۳s۲ ۳p۶ ۳d۱۰ ۴s۲ ۴p۶ ۴d۱۰ ۴f۱۴ ۵s۲ ۵p۴ ۵d۱۰ ۵f۱۴ ۶s۲ ۶p۶ ۶d۲ ۷s۲

درست مانند زیرکونیم و هافنیم، پیش‌بینی شده که اکسید رادرفوردیم (RfO۲) دیرگدازی پایدار باشد که با هالوژن‌ها واکنش دهد و Rf{\textstyle X}۴ تولید می‌کند ({\textstyle X}هالوژن مورد نظر است) که در تماس با آب به شکل RfO{\textstyle X}۲ به‌دست می‌آید. (یعنی با اکسیژن موجود در آب واکنش می‌دهد و ترکیب می‌شود) این مسئله پیشنهاد می‌دهد که رادرفوردیم،‏ جامدی فرّار است و مونومر آن در فاز گازی آن به شکل چهاروجهی موجود است. در فاز آبی هم،‏ یون+Rf۴ از تیتانیم (IV) به‌مقدار کمتر هیدرولیز می‌شود هرچند که مقادیر آن تا حدودی به زیرکونیم و هافنیم شبیه است؛ در نتیجه یون +RfO۲ تولید خواهد شد. واکنش هالیدها با یون‌های هالید تشکیل یون‌های پیچیده و کمپلکس‌ها را ممکن می‌سازد. استفاده از یون‌های کلرید و برمید؛ تولید هگزاهالیدهایی همچون {\textstyle \mathrm {RfCl} _{6}^{2-}} و {\textstyle \mathrm {RfBr} _{6}^{2-}} را ممکن می‌سازد. زیرکونیم و هافنیم برای تشکیل کمپلکس‌های فلوئور، تمایل دارند که به شکل -هپتا و -اکتا کمپلکس تشکیل دهند؛ بنابراین تولید یون رادرفوردیم در مقیاس‌های بزرگ‌تر با کمپلکس‌های {\textstyle \mathrm {RfF} _{6}^{2-}}،‏ {\textstyle \mathrm {RfF} _{7}^{3-}} و {\textstyle \mathrm {RfF} _{8}^{4-}} امکان‌پذیر خواهد بود.

### خواص فیزیکی و اتمی
پیش‌بینی می‌شود رادرفوردیم در شرایط عادی جامد بوده و فلزی بسیار سنگین با چگالی ۲۳٫۲ گرم بر سانتی‌متر مکعب باشد. این رقم در مقابل اُسمیم (۷۶Os،‏ سنگین‌ترین عنصری که چگالی آن اندازه‌گیری شده و چگالی‌اش برابر با ۲۲٫۶۱ گرم بر سانتی‌متر مکعب است) اندکی بیشتر است. شعاع اتمی رادرفوردیم نزدیک ۱۵۰ پیکومتر تخمین زده شده‌است. در بین ایزوتوپ‌هایش ایزوتوپ‌های سنگین‌تر نیمه‌عمرهایی به‌نسبت کمتر نیز دارند به غیر از ۲۶۷Rf که به دلیل اثرات نسبیتی پایدارترین ایزوتوپ است و نیمه‌عمری بیش از ۱ ساعت دارد. تثبیت نسبیتی مدار ۷s و بی‌ثبات شدن مدار ۶d موجب می‌شود که دو یون +Rf و +Rf۲ تشکیل شود و الکترون‌های ظرفیت خود را جایگزین الکترون‌های لایهٔ ۷d کند،‏ که این ویژگی رادرفوردیم، برعکس رفتار هافنیم است.

## شیمی آزمایشگاهی
| فرمول     | نام                                                                         |
| --------- | --------------------------------------------------------------------------- |
| RfCl۴     | رادرفوردیم تتراکلرید،‏ کلرید رادرفوردیم (IV)                                 |
| RfBr۴     | رادرفوردیم تترابرمید،‏ برمید رادرفوردیم (IV)                                 |
| RfOCl۲    | رادرفوردیم اکسی کلرید،‏ رادرفوردیل (IV) کلرید رادرفوردیم (IV) دی کلرید اکسید |
| −RfCl۶]۲] | هگزاکلرید رادرفوردات (IV)                                                   |
| −RfF۶]۲]  | هگزافلوئورید رادرفوردات (IV)                                                |
| [K۲[RfCl۶ | پتاسیم هگزاکلرید رادرفوردات (IV)                                            |

### فاز گازی
مطالعات اولیه در خصوص خواص شیمیایی رادرفوردیم بر روی کروماتوگرافی گازی متمرکز شده بود که در تلاش برای تأکید مجدد بر کشف این عنصر در دوبنا صورت گرفت. اکتشافات اخیر نسبت به اکتشافات قدیمی در مورد شناسایی ترکیبات اصلی رادرفوردیم قابل اعتمادتر هستند و در این مطالعات از ایزوتوپ پرتوزای ۲۶۱mRf استفاده شده‌است. هرچند که نیمه‌عمر طولانی ایزوتوپ ۲۶۷Rf(تولید شده در فروپاشی زنجیره‌ای از ۲۹۱Lv, ۲۸۷Fl و ۲۸۳Cn) ممکن بود برای آزمایش مفیدتر باشد. آزمایش‌ها متکی بر این فرضیه بودند که رادرفوردیم آغازگر سری ۶d خواهد شد و یک مولکول چهاروجهی،‏ با یک تتراکلرید فرار دارد. مولکولِ کلرید رادرفوردیم (IV) از کلرید هافنیم (HfCl۴) (IV) فرارتر است زیرا پیوندهای کووالانسی آنپیوند کووالانسی قوی‌تر هستند. یک سری از آزمایش‌ها نیز تأیید کردند که رادرفوردیم به‌عنوان یک عضو معمولی از گروه ۴ رفتار خواهدکرد و یک کلرید (RfCl۴)، برمید (RfBr۴) و همچنین یک اکسی کلرید (RfOCl۲) تشکیل خواهد داد. هنگامی که پتاسیم کلرید در فاز جامد به جای گاز با RfCl۴ ترکیب شد کاهش نوساناتی مشاهده شد که به‌شدت نشان‌دهندهٔ شکل‌گیری K۲RfCl۶ است.

### فاز مایع
انتظار می‌رود که آرایش الکترونی رادرفوردیم به شکل Rn] ۵f۱۴ ۶d۲ ۷s۲] باشد و در نتیجه رفتاری شبیه به هافنیم با آرایش الکترونیXe] ۴f۱۴ ۵d۲ ۶s۲] در گروه ۴ جدول تناوبی داشته باشد؛ بنابراین هیدرات یون+Rf۴ باید به‌آسانی در یک محلول اسیدی قوی تولید شود؛ به شکلی که در اسیدهایی مانند هیدروکلریک اسید،‏ هیدروبرومیک اسید یا اسید هیدروفلوئوریک بتواند کمپلکس شیمیایی تشکیل دهد.
قطعی‌ترین مطالعات شیمیایی دربارهٔ خواص رادرفوردیم توسط تیمی ژاپنی در موسسهٔ انرژی اتمی ژاپن با استفاده از ایزوتوپ ۲۶۱mRf صورت گرفته‌است. آزمایش‌هایی مبنی بر استخراج رادرفوردیم از محلول‌های هیدروکلریک اسید حاوی توریم و عناصر گروه ۴ یعنی رادرفوردیم،‏ هافنیم،‏ زیرکونیم و تیتانیم؛ و درنهایت ثابت کردند که رادرفوردیم مانند آکتینیدها رفتار نمی‌کند. یک مقایسه با عناصر سبک‌تر گروه ۴،‏ آن را دقیقاً در همین گروه قرار داد. همچنین تشکیل کمپلکس هگزاکلرید رادرفوردات در محلول‌های کلریدی، هم اطمینان بیشتری به تیم تحقیقاتی دربارهٔ شباهت رادرفوردیم به هافنیم و زیرکونیم داد.
{\displaystyle \mathrm {^{261m}{Rf}^{4+}+6{Cl}^{-}\rightarrow [_{104}^{261m}RfCl{}_{6}} ]^{2-}}
زمانی که آزمایش با اسید هیدروفلوئوریک انجام شد نتایجی بسیار مشابه به‌دست آمد. تفاوت‌ها در استخراج به‌عنوان ضعفِ میلِ ترکیب شدن برای یون فلوئور تفسیر شد که تولید یون هگزافلوئورید رادرفوردات را توضیح می‌دهد:
{\displaystyle \mathrm {^{261m}{Rf}^{4+}+6{F}^{-}\rightarrow [_{104}^{261m}RfF{}_{6}} ]^{2-}}
در اینجا انرژی تغییرات پیچیدهٔ شکل‌گیری واکنش‌های مشخص‌شده،‏ به اثرات نسبیتی تابع محاسبات چگالی هیدرات و هیدرولیز کمپلکس‌های فلوئور زیرکونیم،‏ هافنیم و رادرفوردیم بستگی دارد. آنیون فلوئور بررسی‌شده مخلوط هافنیم و اسید نیتریک بوده که در آن ثابت تفکیک (Kd) زیرکونیم و هافنیم یکسان است و مقدار ثابت تفکیک رادرفوردیم از آن دو کمتر بوده‌است.

## واژه‌نامه
1. ↑  Plutonium
2. ↑  Zirconium tetrachloride
3. ↑  Californium
4. ↑  Hafnium
5. ↑  Curium
6. ↑  Berkelium
7. ↑  Nobelium
8. ↑  Titanium
9. ↑  Dubnium
10. ↑  Flerovium
11. ↑  Moscovium
12. ↑  Nihonium
13. ↑  Kurchatovium
14. ↑  Seaborgium
15. ↑  Bohrium
16. ↑  Hassium
17. ↑  Meitnerium
18. ↑  Mendelevium
19. ↑  Fermium
20. ↑  Lawrencium
21. ↑  Oganesson
22. ↑  Zirconium
23. ↑  Osmium
24. ↑  Potassium chloride
25. ↑  Hydrochloric acid
26. ↑  Hydrobromic acid
27. ↑  Hydrofluoric acid
28. ↑  Thorium
29. ↑  Actinides
30. ↑  Nitric acid